# Sécheval
Sécheval település Franciaországban, Ardennes megyében. Lakosainak száma 536 fő (2022. január 1.). Sécheval Bogny-sur-Meuse, Damouzy, Deville, Les Mazures, Montcornet, Monthermé és Renwez községekkel határos.

## Népesség
A település népessége az elmúlt években az alábbi módon változott:
| Lakosok száma | 279  | 348  | 408  | 479  | 542  | 556  | 554  | 561  | 561  | 536  |
|               | 1968 | 1982 | 1990 | 2006 | 2013 | 2015 | 2017 | 2019 | 2020 | 2022 |